# Uroš Bundalo
Uroš Bundalo, slovenski rokometaš, * 29. april 1989, Ljubljana. 
Bundalo je desno roki igralec rokometa, ki igra na položaju krožnega napadalca. Velja predvsem za dobrega obrambnega igralca. 

## Igralna kariera

### Klub
Začel je pri različnih ljubljanskih klubih, od Prul, prek Olimpije, in do Slovana. Z njimi je v sezoni 2009-10 nastopil na prvih mednarodnih klubskih srečanjih, ko so v Pokalu Challenge prišli vse do polfinala. V tem tekmovanju je dosegel tri zadetke.
Leta 2011 se je preselil k takrat aktualnim slovenskim prvakom, koprskemu Cimosu. Tako je v sezoni 2011-12 prvič zaigral v ligi prvakov. Tam je na poti do četrtfinala dosegel osem zadetkov.
Sredi leta 2013 je odšel v tujino, in sicer v belorusko prestolnico Minsk. Tam je pri klubu Dinamo Minsk ostal eno leto in z njimi odigral dobro sezono v ligi prvakov, kjer je na desetih tekmah dosegel dvajset zadetkov.
Zatem se je leta 2014 za kratek čas vrnil v RK Celje Pivovarna Laško, od koder pa je kmalu odšel nazaj v tujino. Tokrat v Francijo, v Tremblay. Tam mu je družbo delal še en slovenski legionar, vratar Aljoša Rezar.
Nato je zamenjal klub, a ostal v Franciji. Iz Tremblaya se je sredi sezone 2015-16 preselil v Nantes. In ponovno je imel slovensko družbo, poleg njega je bil tam Gorazd Škof.

### Reprezentanca
Uroš je bil član slovenske članske selekcije. Na njegovem igralnem mestu so igrali predvsem Miha Žvižej, Matej Gaber in zatem še [[Blaž Blagotinšek]. Igral pa je tudi na Svetovnem prvenstvu 2015, ko so osvojili osmo mesto in leta 2014, ko so osvojili četrto mesto. To sta bila zanj največja tekmovanja na katerem je nastopil.